# Parque nacional de Kirindy Mitea
Parque nacional de Kirindy Mitea (en francés: Parc national de Kirindy Mitea) es un parque nacional del país africano de Madagascar. Está situado en la región de Menabe.
Este parque es el único lugar en la tierra donde el ratón (Microcebus berthae), el primate más pequeño del mundo, se puede encontrar.
El parque nacional de Kirindy Mitea es un reconocido centro de endemismo local y de diversidad, relacionada con la presencia de los hábitats de Madagascar occidental y sur. Tiene muchas atracciones, y posee muchos ecosistemas notables, cada uno con una flora y fauna que son particularmente ricos.
El parque fue creado 18 de diciembre de 1997 por Decreto N º 97 1453 y su gestión fue confiada a la ANGAP.